# Lankathilaka Vihara
Le Lankathilaka Vihara (ou Lankatilake Viharyais) est un temple bouddhiste du Sri Lanka situé dans le District de Kandy. Il se trouve au sommet d'un promontoire rocheux appelé Panhalgala. Le site offre une vue panoramique magnifique sur les collines environnantes, les rizières et la forêt alentour. L’enceinte du temple contient également un stūpa et un arbre de la Bodhi.
Le Lankathilaka Vihara est situé à 11 km au sud-ouest de Kandy, au nord du lac Handessa, non loin d’un autre site remarquable, Embekka Devalaya, situé au sud de ce lac.
Le temple porte le même nom qu’un autre édifice célèbre du site de Polonnâruvâ.

## Description

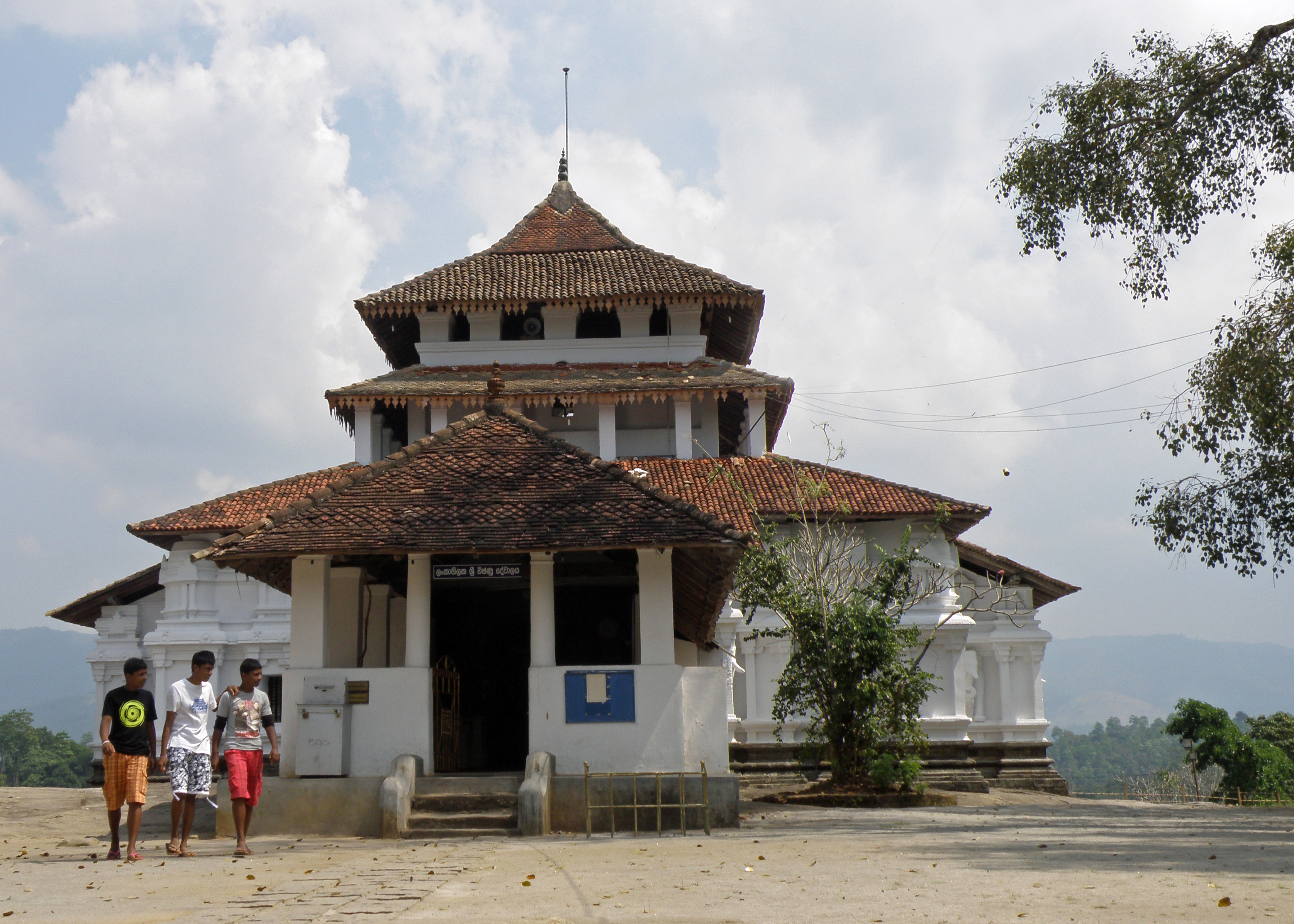
Entrée du site

Le Lankathilaka Vihara est construit en brique et en granit sur une surface rocheuse inégale et selon un plan cruciforme.
Le sanctuaire carré est ceinturé par un mur d'enveloppe extérieur et un déambulatoire. L'architecture est cinghalaise typique de la période de Polonnâruvâ avec quelques caractéristiques dravidiennes et indochinoises.
Un escalier taillé dans la roche mène à l'entrée principale du temple. De chaque côté de l'entrée on trouve des représentations de Gajasimha (lion à tête d'éléphant) et des gardes sculptés.
À l’intérieur, sont peints sur les murs et le plafond les vingt-quatre Bouddhas qui ont précédé Siddhartha Gautama.
On trouve également une statue colossale de Bouddha assis sous un bel arc de dragon.
En façades des niches offrent les images des déités bouddhistes Upulvan (en), Saman (en), Vibhisana (en) et Skanda.

## Histoire

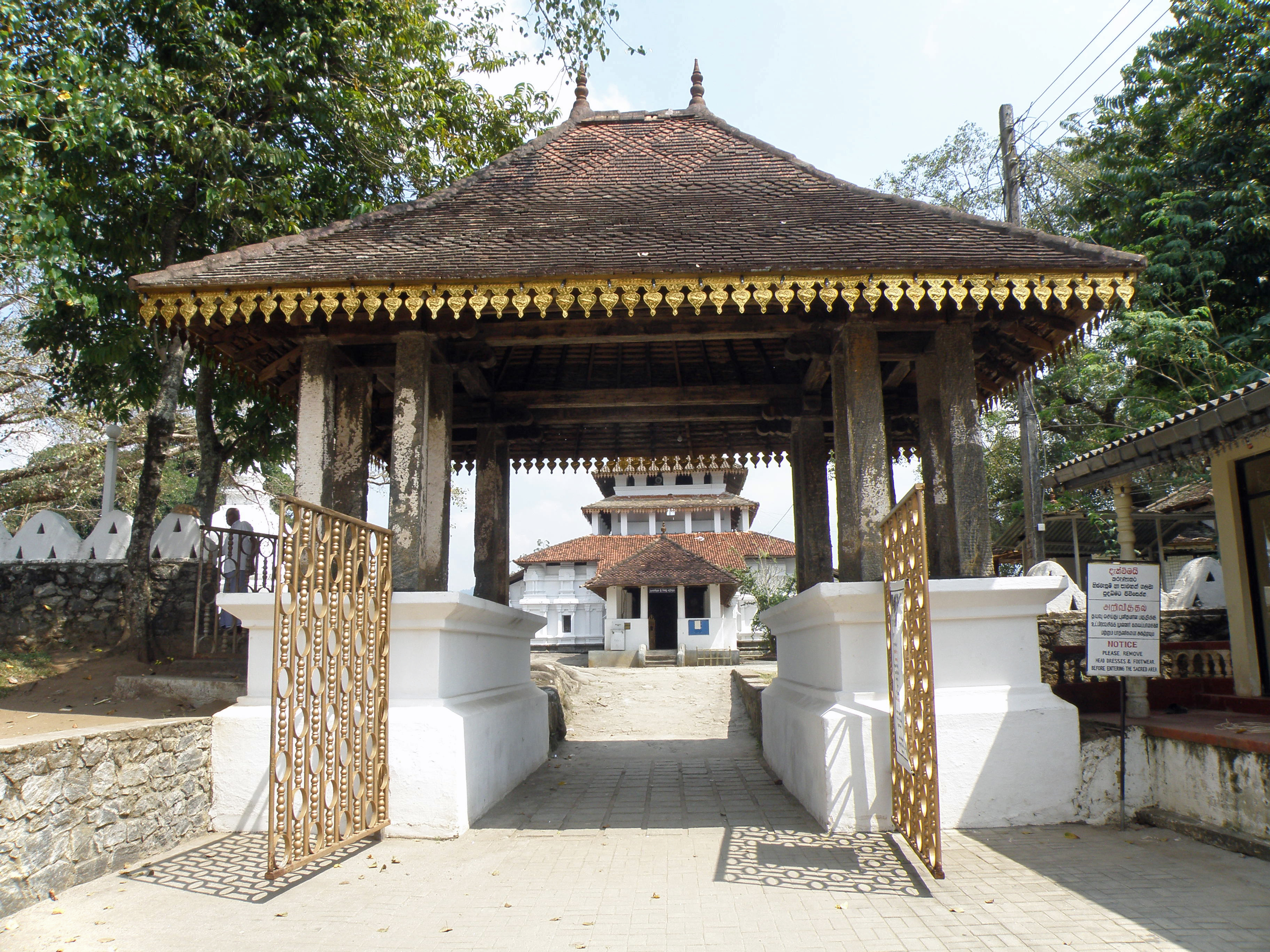
Entrée du temple

Le temple a été construit en 1344 sous la dynastie de Gambola (Parâkramabâhu V) et a été remanié sous le roi Parâkramabâhu VI de la dynastie de Kotte (1408-1467).
À cette époque le bâtiment aurait comporté quatre étages, dont il ne reste aujourd'hui qu’une partie du rez-de-chaussée.